# Tonono Afonso
Antonio Afonso Moreno (Tenoya, Las Palmas de Gran Canaria, España, 25 de agosto de 1943 - Las Palmas de Gran Canaria, 9 de junio de 1975) fue un futbolista español conocido como Tonono que desarrolló toda su carrera en la Unión Deportiva Las Palmas y fue internacional con España de la que incluso fue capitán. Falleció a los 31 años víctima de una infección vírica fulminante tan solo nueve días después de disputar su último partido.

## Trayectoria deportiva
Tonono se inició en el Arucas Club de Fútbol comprometiéndose con la U. D. Las Palmas el 9 de noviembre de 1961, aunque continuó jugando en el Arucas C. F. hasta el 1 de febrero de 1962. Debutó el 18 de febrero de 1962 en el La Condomina de Murcia.
Durante su primera temporada, la 1961-62 juega siete partidos pero a partir de la siguiente, en la Segunda División de España con Rosendo Hernández en el banquillo, se convierte en titular indiscutible de la defensa amarilla, condición que no perdió hasta el final de su trayectoria deportiva. Valga como dato que en sus primeras once temporadas sólo se perdió cuatro partidos entre los de Liga, Copa, UEFA y amistosos.
En esos años destacó por ser un defensa de exquisita limpieza gracias a una alta capacidad técnica y gran colocación. Su precisión en el corte y el pase le ganó el apodo de el Omega, por ser preciso y regular como un reloj suizo.
En esas 14 temporadas contribuyó en gran medida a uno de los periodos de mayor éxito de su equipo. Alcanzó el subcampeonato de liga en el año 1968 así como otras clasificaciones notables que permitieron que participara en competición internacional tales como la Copa de Ferias de la temporada1969-70 y en Copa de la UEFA de 1972-73.
Debutó en la selección nacional ante Checoslovaquia en Praga el 1 de octubre de 1967. Fue un habitual de las convocatorias durante los siguientes años acumulando un total de 22 partidos.
Tonono se convirtió en el primer futbolista que un equipo canario aportaba a la selección española absoluta. Además, es el jugador canario que más veces ha vestido la camiseta de la selección española de fútbol jugando en un equipo canario. Su último partido con la selección tuvo lugar en su casa, el Estadio Insular de Las Palmas de Gran Canaria un 19 de octubre de 1972 ante Yugoslavia, donde actuó como capitán. 
El 31 de mayo de 1975 disputó su último partido en la Copa frente al C. D. Málaga y unos días más tarde contrajo una infección vírica, falleciendo de manera totalmente inesperada el 9 de junio de 1975.

## Distinciones personales
Fue elegido Mejor Defensa Central de los Campeonatos de Liga 1967-68 y 1971-72. También fue premiado como el jugador más regular de la U. D. Las Palmas en cuatro temporadas consecutivas dentro de los Campeonatos nacionales de Liga de Primera División.[cita requerida]
Obtuvo el Can de Plata del Cabildo de Gran Canaria en el año 1967 por ser el primer grancanario que militando en la U. D. Las Palmas, jugaba con la selección española de Fútbol.[cita requerida]
La Delegación Nacional de Educación Física y Deportes le concedió la Medalla de Plata al Mérito Deportivo a título póstumo en 1975.
El Pleno del Excelentísimo Ayuntamiento de Arucas, en sesión extraordinaria celebrada el 27 de febrero de 2007, le concedió el título de "Hijo Adoptivo a título póstumo".[cita requerida]
Insignia de Oro y Brillantes de la Unión Deportiva Las Palmas a título póstumo en 2015.
Hijo predilecto de Gran Canaria a título póstumo en 2025.

## Estadísticas
En la tabla se detallan los partidos jugados con la U. D. Las Palmas en las distintas competiciones nacionales e internacionales.
| Club                      | Temporada | Div.  | Liga | Liga  | Liga    | Liga | Liga | Copa | Copa | Copa    | Copa | Copa | Competición UEFA (*) | Competición UEFA (*) | Competición UEFA (*) | Competición UEFA (*) | Competición UEFA (*) | Total | Total | Total   | Total | Total |
| Club                      | Temporada | Div.  | Jug  | Min   | Anotado |      |      | Jug  | Min  | Anotado |      |      | Jug                  | Min                  | Anotado              |                      |                      | Jug   | Min   | Anotado |       |       |
| ------------------------- | --------- | ----- | ---- | ----- | ------- | ---- | ---- | ---- | ---- | ------- | ---- | ---- | -------------------- | -------------------- | -------------------- | -------------------- | -------------------- | ----- | ----- | ------- | ----- | ----- |
| U. D. Las Palmas · España | 1961-62   | 2.ª   | 7    | 630   | 0       | 0    | 0    | -    | -    | -       | -    | -    | -                    | -                    | -                    | -                    | -                    | 7     | 630   | 0       | 0     | 0     |
| U. D. Las Palmas · España | 1962-63   | 2.ª   | 30   | 2700  | 0       | 0    | 0    | 4    | 360  | 0       | 0    | 0    | -                    | -                    | -                    | -                    | -                    | 34    | 3060  | 0       | 0     | 0     |
| U. D. Las Palmas · España | 1963-64   | 2.ª   | 29   | 2610  | 0       | 0    | 0    | 3    | 270  | 0       | 0    | 0    | -                    | -                    | -                    | -                    | -                    | 32    | 2880  | 0       | 0     | 0     |
| U. D. Las Palmas · España | 1964-65   | 1.ª   | 30   | 2700  | 1       | 0    | 0    | 6    | 570  | 0       | 0    | 0    | -                    | -                    | -                    | -                    | -                    | 36    | 3270  | 1       | 0     | 0     |
| U. D. Las Palmas · España | 1965-66   | 1.ª   | 29   | 2610  | 0       | 0    | 0    | 5    | 480  | 0       | 0    | 0    | -                    | -                    | -                    | -                    | -                    | 34    | 3090  | 0       | 0     | 0     |
| U. D. Las Palmas · España | 1966-67   | 1.ª   | 30   | 2700  | 0       | 0    | 0    | 4    | 360  | 0       | 0    | 0    | -                    | -                    | -                    | -                    | -                    | 34    | 3060  | 0       | 0     | 0     |
| U. D. Las Palmas · España | 1967-68   | 1.ª   | 29   | 2610  | 0       | 0    | 0    | 3    | 270  | 0       | 0    | 0    | -                    | -                    | -                    | -                    | -                    | 32    | 2880  | 0       | 0     | 0     |
| U. D. Las Palmas · España | 1968-69   | 1.ª   | 30   | 2700  | 0       | 0    | 0    | 2    | 180  | 0       | 0    | 0    | -                    | -                    | -                    | -                    | -                    | 32    | 2880  | 0       | 0     | 0     |
| U. D. Las Palmas · España | 1969-70   | 1.ª   | 30   | 2654  | 0       | 0    | 1    | 4    | 360  | 0       | 0    | 0    | 2                    | 180                  | 0                    | 0                    | 0                    | 36    | 3194  | 0       | 0     | 1     |
| U. D. Las Palmas · España | 1970-71   | 1.ª   | 30   | 2700  | 0       | 0    | 0    | 4    | 360  | 0       | 0    | 0    | -                    | -                    | -                    | -                    | -                    | 34    | 3060  | 0       | 0     | 0     |
| U. D. Las Palmas · España | 1971-72   | 1.ª   | 34   | 3060  | 0       | 1    | 0    | 3    | 270  | 0       | 0    | 0    | -                    | -                    | -                    | -                    | -                    | 37    | 3330  | 0       | 1     | 0     |
| U. D. Las Palmas · España | 1972-73   | 1.ª   | 17   | 1530  | 0       | 0    | 0    | 1    | 90   | 0       | 0    | 0    | 4                    | 360                  | 0                    | 0                    | 0                    | 22    | 1980  | 0       | 0     | 0     |
| U. D. Las Palmas · España | 1973-74   | 1.ª   | 29   | 2553  | 1       | 0    | 0    | 9    | 840  | 0       | 0    | 0    | -                    | -                    | -                    | -                    | -                    | 38    | 3393  | 1       | 0     | 0     |
| U. D. Las Palmas · España | 1974-75   | 1.ª   | 25   | 2250  | 0       | 0    | 0    | 3    | 270  | 0       | 0    | 0    | -                    | -                    | -                    | -                    | -                    | 28    | 2520  | 0       | 0     | 0     |
| Total                     | Total     | Total | 379  | 34007 | 2       | 1    | 1    | 51   | 4680 | 0       | 0    | 0    | 6                    | 540                  | 0                    | 0                    | 0                    | 436   | 39227 | 2       | 1     | 1     |

(*) Incluye Copa de Ferias y Copa de la UEFA